# Diez de Abril, Puebla
Diez de Abril är en ort i Mexiko.   Den ligger i kommunen Ocoyucan och delstaten Puebla, i den sydöstra delen av landet, 100 km sydost om huvudstaden Mexico City. Diez de Abril ligger 2 075 meter över havet och antalet invånare är 270.
Terrängen runt Diez de Abril är kuperad åt sydväst, men åt nordost är den platt. Runt Diez de Abril är det mycket glesbefolkat, med 4 invånare per kvadratkilometer. Närmaste större samhälle är Puebla de Zaragoza, 14,0 km nordost om Diez de Abril. I omgivningarna runt Diez de Abril växer huvudsakligen savannskog.